# Paul Latham
Major Sir Herbert Paul Latham, Nam tước thứ 2 (22 tháng 4 năm 1905 – 24 tháng 7 năm 1955) là một chính trị gia của đảng Bảo thủ Anh, từng là Thành viên Quốc hội (MP) cho khu vực bầu cử của Scarborough và Whitby từ năm 1931 đến 1941.

## Tiểu sử
Con trai của Sir Thomas Paul Latham và vợ Florence Clara née Walley, ông được giáo dục tại Eton College và Magdalen College, Oxford.
Từ năm 1928 đến 1934, Latham là thành viên của Hội đồng quận London, đại diện cho Lewisham East là thành viên của Đảng Cải cách Thành phố được bảo thủ ủng hộ.
Tại cuộc tổng tuyển cử năm 1929, ông là ứng cử viên của đảng Bảo thủ ở Rotherham, một vị trí an toàn cho Đảng Lao động nơi ông là đứng thứ 2 với 23% số phiếu.
Vào tháng 4 năm 1931, nghị sĩ thường trực cho Scarborough và Whitby, Sidney Herbert, đã từ chức tại Hạ viện. Latham được chọn là ứng cử viên bảo thủ cho cuộc bầu cử kết quả vào ngày 6 tháng 5, ông đã giành được đa số 5% số phiếu so với đối thủ của đảng Tự do.